# تروي (ألاباما)
تروي (بالإنجليزية: Troy)‏ هي مدينة أمريكية تقع في ولاية ألاباما.تبلغ مساحة هذه المدينة 68.2 (كم²)،ويبلغ عدد سكانها 18003 نسمة حسب إحصاء سنة 2010 م.تشير الإحصاءات بأن الكثافة السكانية في هذه المدينة تقدر بـ(204.3) نسمة/كم2.

## التركيبة السكانية
حدّد مكتب تعداد الولايات المتحدة بيانات التركيبة السكانية لتروي في تعداد الولايات المتحدة. في ما يلي، التركيبة السكانية حسب تعدادي 2000 و2010.

### تعداد عام 2000
بلغ عدد سكان تروي 13,935 نسمة بحسب تعداد عام 2000، وبلغ عدد الأسر 5,583 أسرة وعدد العائلات 3,189 عائلة مقيمة في المدينة. في حين سجلت الكثافة السكانية 189.3 نسمة لكل كيلومتر مربع (490.3/ميل2). وبلغ عدد الوحدات السكنية 6,436 وحدة بمتوسط كثافة قدره 87.4 لكل كيلومتر مربع (226.4/ميل2).
وتوزع التركيب العرقي للمدينة بنسبة 58.89% من البيض و38.56% من الأمريكيين الأفارقة و0.26% من الأمريكيين الأصليين و0.69% من الأمريكيين ذوي الأصول الآسيوية و0.01% من سكان جزر المحيط الهادئ و0.44% من الأعراق الأخرى و1.15% من عرقين مختلطين أو أكثر و1.30% من الهسبانيون أو اللاتينيون من أي عرق.
بلغ عدد الأسر 5,583 أسرة كانت نسبة 31.5% منها لديها أطفال تحت سن الثامنة عشر تعيش معهم، وبلغت نسبة الأزواج القاطنين مع بعضهم البعض 36.6% من أصل المجموع الكلي للأسر، ونسبة 17.2% من الأسر كان لديها معيلات من الإناث دون وجود شريك، بينما كانت نسبة 3.3% من الأسر لديها معيلون من الذكور دون وجود شريكة وكانت نسبة 42.9% من غير العائلات. تألفت نسبة 33.4% من أصل جميع الأسر من عدة أفراد يعيشون في نفس المنزل ونسبة 11.1% كانت تتألف من شخص يعيش بمفرده يبلغ من العمر 65 عاماً أو أكثر. وبلغ متوسط حجم الأسرة المعيشية 2.28، أما متوسط حجم العائلات فبلغ 2.98.
بلغ العمر الوسطي للسكان 27.2 عاماً. وكانت نسبة 22.5% من القاطنين تحت سن الثامنة عشر، وكانت نسبة 16.5% بين الثامنة عشر والرابعة والعشرين عاماً، ونسبة 24.1% كانت واقعةً في الفئة العمرية ما بين الخامسة والعشرين والرابعة والأربعين عاماً، ونسبة 17.5% كانت ما بين الخامسة والأربعين والرابعة والستين، ونسبة 10.8% كانت ضمن فئة الخامسة والستين عاماً فما فوق. يوجد لكل 100 أنثى 86.3 ذكر، ويوجد لكل 100 أنثى في الثامنة عشر من عمرها فما فوق 81.5 ذكر.
بلغ متوسط دخل الأسرة في المدينة 25,352 دولارًا، أما متوسط دخل العائلة فبلغ 39,601 دولارًا. وكان متوسط دخل الذكور 29,190 دولارًا مقابل 20,368 دولارًا للإناث. وسجل دخل الفرد الخاص بالمدينة 15,589 دولارًا. وكانت نسبة 17.7% من العائلات ونسبة 23.5% من السكان تحت خط الفقر، وكان من هؤلاء نسبة 27.5% تحت سن الثامنة عشر ونسبة 19.8% في الخامسة والستين من العمر وما فوق.

### تعداد عام 2010
بلغ عدد سكان تروي 18,033 نسمة بحسب تعداد عام 2010، وبلغ عدد الأسر 7,004 أسرة وعدد العائلات 3,653 عائلة مقيمة في المدينة. في حين سجلت الكثافة السكانية 245 نسمة لكل كيلومتر مربع (634.5/ميل2). وبلغ عدد الوحدات السكنية 7,844 وحدة بمتوسط كثافة قدره 106.6 لكل كيلومتر مربع (276.1/ميل2).
وتوزع التركيب العرقي للمدينة بنسبة 55% من البيض و39.01% من الأمريكيين الأفارقة و0.40% من الأمريكيين الأصليين و3.36% من الأمريكيين ذوي الأصول الآسيوية و0.04% من سكان جزر المحيط الهادئ و0.79% من الأعراق الأخرى و1.39% من عرقين مختلطين أو أكثر و1.98% من الهسبانيون أو اللاتينيون من أي عرق.
بلغ عدد الأسر 7,004 أسرة كانت نسبة 25.7% منها لديها أطفال تحت سن الثامنة عشر تعيش معهم، وبلغت نسبة الأزواج القاطنين مع بعضهم البعض 31.5% من أصل المجموع الكلي للأسر، ونسبة 16.9% من الأسر كان لديها معيلات من الإناث دون وجود شريك، بينما كانت نسبة 3.8% من الأسر لديها معيلون من الذكور دون وجود شريكة وكانت نسبة 47.8% من غير العائلات. تألفت نسبة 30.8% من أصل جميع الأسر من عدة أفراد يعيشون في نفس المنزل ونسبة 8.2% كانت تتألف من شخص يعيش بمفرده يبلغ من العمر 65 عاماً أو أكثر. وبلغ متوسط حجم الأسرة المعيشية 2.29، أما متوسط حجم العائلات فبلغ 2.92.
بلغ العمر الوسطي للسكان 25.0 عاماً. وكانت نسبة 18.3% من القاطنين تحت سن الثامنة عشر، وكانت نسبة 31.7% بين الثامنة عشر والرابعة والعشرين عاماً، ونسبة 21.7% كانت واقعةً في الفئة العمرية ما بين الخامسة والعشرين والرابعة والأربعين عاماً، ونسبة 18.3% كانت ما بين الخامسة والأربعين والرابعة والستين، ونسبة 10% كانت ضمن فئة الخامسة والستين عاماً فما فوق. وتوزع التركيب الجنسي للسكان بنسبة 46.8% ذكور و53.2% إناث.

## المناخ
يظهر الجدول التالي التغييرات المناخية على مدار السنة لتروي:
| البيانات المناخية لـتروي          | البيانات المناخية لـتروي | البيانات المناخية لـتروي | البيانات المناخية لـتروي | البيانات المناخية لـتروي | البيانات المناخية لـتروي | البيانات المناخية لـتروي | البيانات المناخية لـتروي | البيانات المناخية لـتروي | البيانات المناخية لـتروي | البيانات المناخية لـتروي | البيانات المناخية لـتروي | البيانات المناخية لـتروي | البيانات المناخية لـتروي |
| الشهر                             | يناير                    | فبراير                   | مارس                     | أبريل                    | مايو                     | يونيو                    | يوليو                    | أغسطس                    | سبتمبر                   | أكتوبر                   | نوفمبر                   | ديسمبر                   | المعدل السنوي            |
| --------------------------------- | ------------------------ | ------------------------ | ------------------------ | ------------------------ | ------------------------ | ------------------------ | ------------------------ | ------------------------ | ------------------------ | ------------------------ | ------------------------ | ------------------------ | ------------------------ |
| متوسط درجة الحرارة الكبرى °ف (°م) | 56.6 (13.7)              | 60.9 (16.1)              | 69.0 (20.6)              | 76.6 (24.8)              | 83.0 (28.3)              | 88.5 (31.4)              | 90.0 (32.2)              | 89.6 (32.0)              | 86.1 (30.1)              | 77.5 (25.3)              | 68.2 (20.1)              | 59.9 (15.5)              | 75.5 (24.2)              |
| متوسط درجة الحرارة الصغرى °ف (°م) | 34.6 (1.4)               | 37.0 (2.8)               | 43.9 (6.6)               | 51.6 (10.9)              | 59.3 (15.2)              | 66.1 (18.9)              | 69.1 (20.6)              | 69.1 (20.6)              | 64.9 (18.3)              | 53.2 (11.8)              | 44.2 (6.8)               | 37.7 (3.2)               | 52.6 (11.4)              |
| الهطول إنش (مم)                   | 4.7 (120)                | 5.1 (130)                | 6.2 (160)                | 4.1 (100)                | 3.7 (94)                 | 4.4 (110)                | 5.8 (150)                | 4.0 (100)                | 3.4 (86)                 | 2.5 (64)                 | 3.9 (99)                 | 4.9 (120)                | 52.8 (1٬340)             |
| المصدر: NOAA                      |                          |                          |                          |                          |                          |                          |                          |                          |                          |                          |                          |                          |                          |

## أعلام
- جاي ريتشارد بلانكنشيب
- أوتيس غريفين
- مانويل جونسون
- جيسي هيل فورد
- كلارنس سميث
- تشارلز هندرسون
- ألبرت إلمور